# Peter Thonning
Peter Thonning (9. oktober 1775 i København – 29. januar 1848 sammesteds) var en dansk botaniker og kollegiedeputeret.

## Rejser og botanisk virksomhed
Han var søn af amtskirurg Rasmus Andersen Thonning (1740-1817) og Dorothea født Spendrup (1755-1835), blev student 1794 fra Metropolitanskolen og studerede medicin; foretog ifølge kongelig resolution på Generaltoldkammerets bekostning en botanisk-økonomisk rejse til det danske Guinea fra 1799 til 1803, væsentligst for at undersøge vilkårene for farveplanters, særlig indigoplantens, samt andre kolonialprodukters dyrkning. Et par år efter sin tilbagekomst indgav han til Generaltoldkammeret et udførlig udarbejdet forslag til et kolonianlæg inde i landet, hvor blandt andre forholdene skulle være gode for kaffetræets dyrkning, hvoraf man ventede sig en del med hensyn til koloniens udvikling. De beregnede omkostninger til anlægget var meget betydelige, og der blev ikke taget fat på det, vel også på grund af de påfølgende krigsår.
Da Thonning var stærkt optaget af embedsforretninger, kunne han ikke overkomme at udgive de for en stor del af ham selv affattede beskrivelser af sine Guinea indsamlede planter; dette besørgedes af C.F. Schumacher i Videnskabernes Selskabs Skrifter 1827. Derimod har han været medugiver – efter Martin Vahls død – af dennes stort anlagte værk Enumeratio plantarum vol. II (1806) samt tillige med Niels Tønder Lund af det tredje og sidste hæfte af Vahls Eclogæ Americanæ, beskrivelser og afbildninger af nye, navnlig sydamerikanske, planter (1807), og i forening med J.W. Hornemann og Jens Rathke udgav han tredje bind af Vahls Symbolæ botanicæ (1814).
Thonning havde påbegyndt på en systematisering af sine botaniske samlinger, men hans herbarium gik tabt ved Københavns bombardement 1807. Heldigvis havde han foræret talrige dubletter til Martin Vahl, der beskrev nogle af de nye arter, blandt andre den mærkelige slægt Thonningia, til C.F. Schumacher og andre. Autornavnet Thonn. kan bruges for Peter Thonning sammen med et videnskabeligt artsnavn inden for botanikken. (Wikipedia-artikler der bruger autornavnet)

## Embedskarriere
Efter sin hjemkomst fra Guinea var Thonning 1804-10 lærer for arveprins Frederik Ferdinand, blev 1810 sekretær i Generaltoldkammeret, 1812 tillige sekretær i Kanal-, Havne- og Fyrdirektionen (var 1815-16 medlem af denne direktion), blev 1812 kommitteret og 1834 deputeret i Generaltoldkammer- og Kommercekollegiet, hvorfra han entledigedes 1840, var desuden 1816-48 medlem af Karantænekommissionen. 1829 var han blevet medlem af direktionen for Det kongelige naturhistoriske Museum med A.W. Hauch som chef og beklædte denne stilling indtil sin død, det sidste års tid kun i forening med konferensråd Martin Lehmann. 1811 var han blevet kammerråd, 1812 justitsråd, 1822 etatsråd, 25. maj 1826 Ridder af Dannebrog og 1840 konferensråd. Han døde 29. januar 1848.
Thonning blev gift 14. juni 1810 i Helligåndskirken med Anna Maria Nicolina Kamphøffner (13. oktober 1784 i København - 20. januar 1860 sammesteds), datter af bagermester Johann Peter Kamphøffner (ca. 1745-1785, gift første gang 1776 med Maria Dems, død 1781, gift første gang 1757 med bagermester Johann Friedrich Mertins (Martin), ca. 1723-1774) og Johanne Helene født Gindrop.
Han er begravet på Assistens Kirkegård. Emil Bærentzen har i 1841 udført både et portrætmaleri og et litografi af Thonning.